# Omphalotropis costulata
Omphalotropis costulata es una especie de molusco gasterópodo de la familia Assimineidae en el orden de los Mesogastropoda.

## Distribución geográfica
Es endémica de Madagascar.

## Hábitat
Su hábitat natural son: Bosques áridos tropicales o subtropicales

## Estado de conservación
Se encuentra amenazada de extinción por la pérdida de su hábitat natural.